# Stefan Drzewiecki
Stefan Drzewiecki (26 tháng 7 năm 1844 - 23 tháng 4 năm 1938) là một nhà khoa học, nhà báo, kỹ sư, nhà xây dựng và nhà phát minh người Ba Lan. Ông được biết đến với việc là người thiết kế và chế tạo ra chiếc tàu ngầm đầu tiên trên thế giới chạy bằng pin điện vào năm 1884. Ông chủ yếu làm việc tại Pháp và Đế chế Nga.

## Cuộc đời
Drzewiecki sinh ra trong một gia đình quý tộc người Ba Lan yêu nước. Ông nội của ông là Józef Drzewiecki, người phục vụ dưới quyền các tướng Kościuszko và Dąbrowski. Cha của ông là Karol Drzewiecki, từng tham gia cuộc Khởi nghĩa tháng 11 chống lại quân Nga xâm lược. Khi con nhỏ, Stefan theo cha của mình rời khỏi Ba Lan bị chia cắt để tiếp tục theo học tại Pháp. Vào đầu năm 1860, Drzewiecki được nhận vào Trường Nghệ thuật và Sản xuất Trung ương. Một thời gian sau, ông tạm hoãn việc học tập để tham gia vào cuộc Khởi nghĩa tháng Giêng (1863-1864) chống quân Nga. Sau vài năm, ông trở lại Paris để hoàn thành chương trình học của mình. Với sở trường sáng tạo và phát minh, Stefan Drzewiecki đã phát minh ra những công cụ hữu ích như máy đếm số kilomet cho xe taxi. Theo đề nghị đặc biệt của Đại công tước Konstantin, Drzewiecki đã chuyển đến sống tại Saint Petersburg vào năm 1873, khi 29 tuổi. Trong thời gian ở Nga, Drzewiecki đã có một sự nghiệp thành công trong vai trò là một kỹ sư cơ khí.

## Sự nghiệp

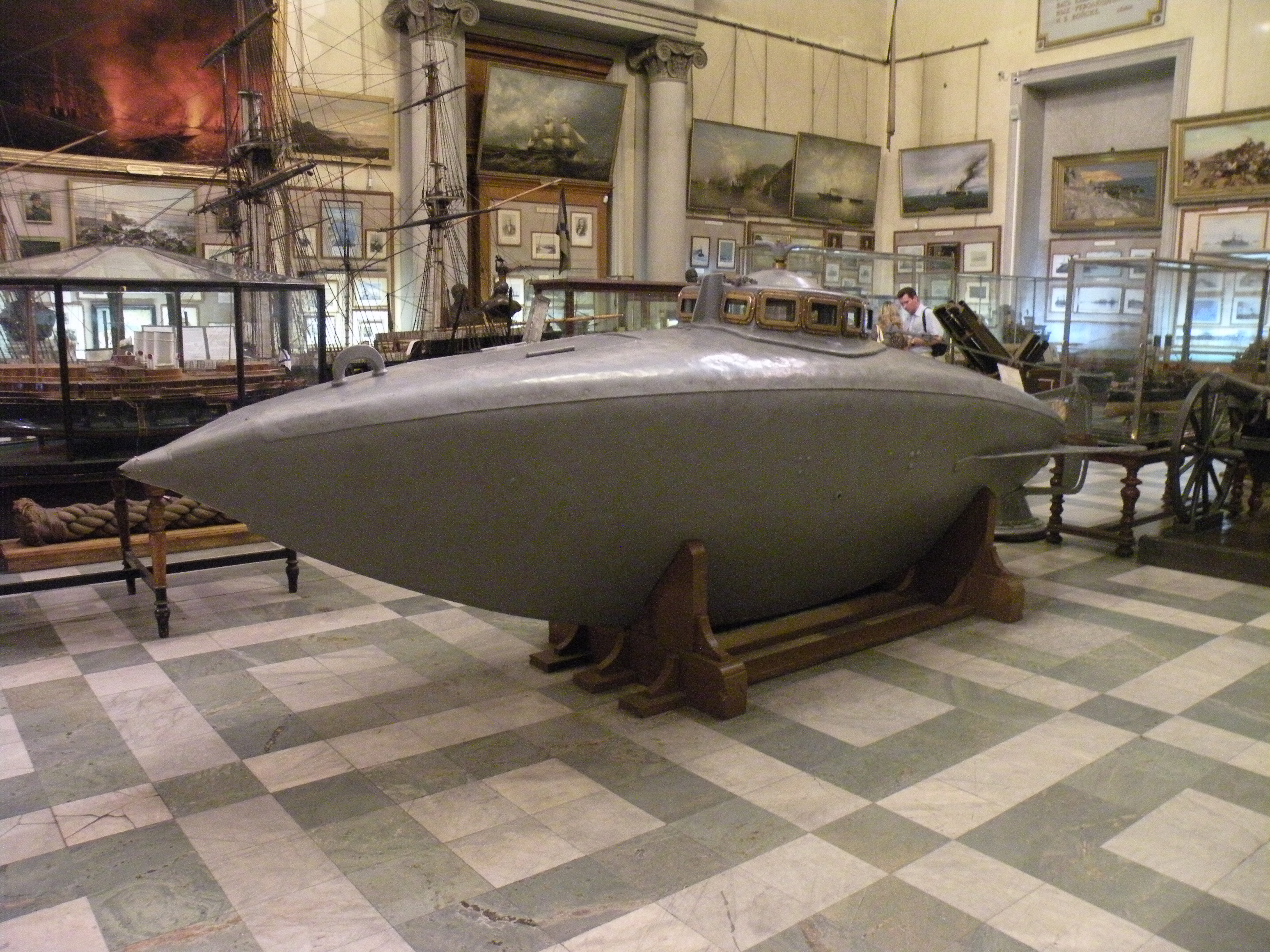
Tàu ngầm do Drzewiecki thiết kế được chế tạo vào năm 1881 và hiện đang nằm tại Bảo tàng Hải quân Trung ương, Saint Petersburg

Drzewiecki có những thành tựu nổi bật chủ yếu trong lĩnh vực hàng không và đóng tàu. Từ năm 1877, trong Chiến tranh Nga-Thổ Nhĩ Kỳ, ông đã phát triển một số mô hình tàu ngầm dẫn động bằng chân vịt, cải tiến từ tàu dành cho một người sang mô hình dành cho bốn người.
Năm 1884, ông chuyển đổi 2 chiếc tàu ngầm cơ khí, lắp đặt trên mỗi tàu 1 động cơ mã lực với nguồn năng lượng mới từ pin. Sau nhiều lần thử nghiệm, ông đã tạo ra tàu ngầm đi dưới nước ngược dòng chảy của sông Neva, Nga với tốc độ 4 hải lý/giờ. Đó là chiếc tàu ngầm đầu tiên trên thế giới có động cơ chạy bằng pin điện.
Ông cũng phát triển các lý thuyết về bay lượn, phát triển phương pháp sản xuất cánh quạt máy bay và chân vịt tàu thủy (1892), và trình bày lý thuyết chung về lực đẩy cánh quạt trục vít (1920). Ông còn phát triển một số mẫu tàu ngầm thời kỳ đầu cho Hải quân Nga, đồng thời phát minh ra hệ thống phóng ngư lôi cho các tàu chiến và tàu ngầm mang tên ông, vòng trục thả Drzewiecki. Ông cũng chế tạo một công cụ hỗ trợ vẽ các tuyến đường chính xác của các con tàu trên hải đồ.
Công trình Lý thuyết chung về cánh quạt (Theorie générale de l'hélice) (1920) của ông được Viện Hàn lâm Khoa học Pháp công nhận là nền tảng cho sự phát triển của cánh quạt thời hiện đại.